# Classe Revenge
Ne doit pas être confondu avec Classe Royal Sovereign.
La classe Revenge, parfois aussi appelée classe Royal Sovereign, est une classe de cuirassés de la Royal Navy, mis en service pendant la Première Guerre mondiale. Huit navires sont prévus, cinq sont construits. Deux autres forment la classe Renown, des croiseurs de bataille. Le dernier, le HMS Resistance, n'est jamais construit. 

## Conception
Le coût unitaire d'un cuirassé de classe R est d'environ 2,4 millions de livres sterling. Dont 600 000 £ pour les quatre tourelles de canons de 15 pouces.

### Armement
L'armement principal des Revenge se compose de huit canons de 15 pouces, sur quatre tourelles doubles. Ils sont équipés de canons de 6 pouces pour la batterie secondaire. Les canons lourds sont destinés à lutter contre les classes de gros destroyers entrant nouvellement en service. En pratique, cet armement s'avère trop lourd pour être d'utilisation pratique contre des embarcations légères. De plus, leur positionnement bas rend l'usage par mer formée impraticable. 

### Tenue à la mer
Le défaut majeur de la classe est la stabilité, elle est volontairement réduite pour donner aux navires un mouvement lent de roulis pour faciliter le tir.

## Service
Seuls deux navires de la classe sont prêts pour la bataille du Jutland, le 31 mai 1916 ; le HMS Revenge et le HMS Royal Oak. Pendant l'engagement, aucun des deux ne subit de dommages et ne déplore de victimes. 
Contrairement aux unités de la classe Queen Elizabeth, les cuirassés de la classe Revenge ne font pas l'objet de grosses modifications entre les deux guerres mondiales. Ils sont restés relativement inchangés, à l'exception de quelques modifications mineures, quand la Seconde Guerre mondiale éclate. Ceci est dû au fait que la Royal Navy investit financièrement dans la modernisation des Queen Elizabeth plutôt que dans celle des Revenge, préférant conférer à ces premiers une meilleure vitesse et une valeur au combat supérieure. Par ailleurs, les Revenge sont prévus pour être remplacés par les unités de la classe Lion à leurs entrées en service. Cependant, l'avènement de la Seconde Guerre mondiale a entraîné l'annulation des Lion, en laissant les Revenge en service en dépit de leur valeur limitée et de leur obsolescence technologique. 
Tous les navires de la classe sont réduits à des rôles subsidiaires durant la Seconde Guerre mondiale, quelques-uns sont devenus des navires de bombardement, certains ont pris part au débarquement de Normandie, et d'autres à la chasse contre le cuirassé Bismarck. La disparition de cette classe et des autres a montré l'avènement du porte-avions comme nouvelle arme navale. Cette classe a cependant été d'une utilité précieuse en tant que cuirassés de seconde classe, en effectuant notamment des escortes libérant ainsi les navires plus importants. 
La classe Revenge marque la fin de la construction de cuirassés pour la Royal Navy au cours de la Première Guerre mondiale. Par la suite, les navires phares de la Royal Navy sont les croiseurs de bataille de la classe Renown qui combattent pendant la Première Guerre mondiale, le HMS Hood qui a est lancé pendant ce conflit, les cuirassés de la classe Nelson lancés en 1922, les cuirassés de la classe King George V lancés au début de la Seconde Guerre mondiale et le dernier cuirassé du monde le HMS Vanguard.

## Navires
| Nom             | Pennant number | Chantier                              | Quille posée     | Lancement        | Service            | Destin                                                              |
| --------------- | -------------- | ------------------------------------- | ---------------- | ---------------- | ------------------ | ------------------------------------------------------------------- |
| Royal Sovereign | 05             | HMNB Portsmouth                       | 15 janvier 1914  | 29 avril 1915    | mai 1916           | Transféré à la Marine soviétique le 30 mai 1944, démolition en 1949 |
| Revenge         | 06             | Vickers-Armstrongs                    | 22 décembre 1913 | 29 mai 1915      | 1er février 1916   | Démolition en 1948                                                  |
| Ramillies       | 07             | William Beardmore and Company         | 12 novembre 1913 | 12 juin 1916     | 1er septembre 1917 | Démolition en 1949                                                  |
| Resolution      | 09             | Palmers Shipbuilding and Iron Company | 29 novembre 1913 | 14 janvier 1915  | 30 décembre 1916   | Démolition en 1948                                                  |
| Royal Oak       | 08             | HMNB Devonport                        | 15 janvier 1914  | 17 novembre 1914 | 1er mai 1916       | Coulé en 1939 à Scapa Flow par un sous-marin allemand               |
| Resistance      | NC             | HMNB Devonport                        | NC               | NC               | NC                 | Annulé en août 1914                                                 |
| Renown          | NC             | NC                                    | NC               | NC               | NC                 | Réalisés sous la forme de croiseurs de bataille de classe Renown.   |
| Repulse         | NC             | NC                                    | NC               | NC               | NC                 | Réalisés sous la forme de croiseurs de bataille de classe Renown.   |